# 1933年ノルディックスキー世界選手権
1933年ノルディックスキー世界選手権大会は1933年2月8日から2月12日までの5日間、オーストリア、インスブルックで開催されたノルディックスキーの世界選手権。クロスカントリースキー4×10kmリレーが新種目として採用され計5種目（クロスカントリースキー3種目、ノルディック複合1種目、スキージャンプ1種目）が行われた。ノルウェーは不参加であった。

## 競技結果

### クロスカントリースキー

#### 男子18km
1933年2月10日
| 順位 | 国・地域     | 氏名                         | 記録          |
| ---- | ------------ | ---------------------------- | ------------- |
| 金   | スウェーデン | ニルス＝イェル・イングルン   | 1時間02分19秒 |
| 銀   | スウェーデン | ヒャルマール・ベリストローム | 1時間02分40秒 |
| 銅   | フィンランド | ヴェイノ・リーッカネン       | 1時間02分47秒 |
| 4    | フィンランド | ヴェリ・サーリネン           | 1時間03分09秒 |
| 5    | スウェーデン | スヴェン・ウッテルストローム | 1時間03分11秒 |
| 6    | ドイツ国     | フリードル・ドイバー         | 1時間05分55秒 |

#### 男子50km
1933年2月12日
| 順位 | 国・地域     | 氏名                         | 記録          |
| ---- | ------------ | ---------------------------- | ------------- |
| 金   | フィンランド | ヴェリ・サーリネン           | 4時間13分49秒 |
| 銀   | スウェーデン | スヴェン・ウッテルストローム | 4時間14分31秒 |
| 銅   | スウェーデン | ヒャルマール・ベリストローム | 4時間17分06秒 |
| 4    | フィンランド | ヴェイノ・リーッカネン       | 4時間23分14秒 |
| 5    | スウェーデン | ジョン・A・ペールソン        | 4時間25分07秒 |
| 6    | スウェーデン | ペール＝エリック・ヘドルン   | 4時間28分09秒 |

#### 男子リレー
1933年2月12日
新種目の4×10kmリレーでは、地元のオーストリアが銅メダルを獲得した。
| 順位 | 国・地域            | 氏名 | 記録          |
| ---- | ------------------- | --- | ------------- |
| 金   | スウェーデン        | ペール＝エリック・ヘドルン スヴェン・ウッテルストローム ニルス＝イェル・イングルン ヒャルマール・ベリストローム | 2時間49分00秒 |
| 銀   | チェコスロバキア I  | フランティシェック・シィミュネク ヴラディミール・ノヴァク アントニン・バルトン シリル・ムシール                 | 2時間57分34秒 |
| 銅   | オーストリア        | フーゴ・グストライン ヘルマン・ガードナー バルタザール・ニーデルコフラー ハラルド・パウムガルテン               | 2時間57分51秒 |
| 4    | ドイツ国            | ヴァルター・モッツ ヴィリー・ボグナー・シニア ヨーゼフ・ポーン ヘルベルト・レオポルト                           |               |
| 5    | イタリア王国        | フレデリコ・デ・ズリアン アンドレア・ヴェウリッチ シスト・スチリーゴ セヴェリノ・メナルディ                     |               |
| 6    | チェコスロバキア II | フランツ・ラウアー フランツ・クラウス アドルフ・ホルン フリッツ・センプトナー                                   |               |

### ノルディック複合

#### 個人 （K70/18km）
3位のハラルド・ボジオは、オーストリアにノルディックスキー世界選手権で初のメダルをもたらした。
1933年2月8日
| 順位 | 国・地域         | 氏名                     | 記録  |
| ---- | ---------------- | ------------------------ | ----- |
| 金   | スウェーデン     | スヴェン・セロンイェル   | 454.1 |
| 銀   | チェコスロバキア | アントニン・バルトン     | 422.0 |
| 銅   | オーストリア     | ハラルド・ボジオ         | 415.0 |
| 4    | ドイツ国         | グスタフ・ミューラー     | 413.9 |
| 5    | スイス           | エルンスト・フォイツ     | 412.9 |
| 6    | ポーランド       | スタニスワフ・マルサシュ | 409.4 |

### スキージャンプ

#### 個人
1933年2月8日
| 順位 | 国・地域         | 氏名                   | 記録  |
| ---- | ---------------- | ---------------------- | ----- |
| 金   | スイス           | マルセル・レイモンド   | 224.0 |
| 銀   | チェコスロバキア | ルドルフ・ブルケルト   | 213.8 |
| 銅   | スウェーデン     | スヴェン・セロンイェル | 210.9 |
| 4    | ドイツ国         | H．オストラー          |       |
| 5    | ドイツ国         | グスタフ・ミューラー   |       |
| 6    | オーストリア     | J.ガンポルト           |       |

## 国別獲得メダル数
| 順 | 国・地域         | 金 | 銀 | 銅 | 計 |
| -- | ---------------- | -- | -- | -- | -- |
| 1  | スウェーデン     | 3  | 2  | 2  | 7  |
| 2  | チェコスロバキア | 0  | 3  | 0  | 3  |
| 3  | フィンランド     | 1  | 0  | 1  | 2  |
| 4  | オーストリア     | 0  | 0  | 2  | 2  |
| 5  | スイス           | 1  | 0  | 0  | 1  |